# Мандельштам Олександра Максиміліанівна
Олекса́ндра Максиміліа́нівна Мандельшта́м (1878—1965) — піаністка, викладачка. Учениця Миколи Лисенка, викладачка Музично-драматичної школи М. Лисенка.

## Життєпис
Олександра Мандельштам народилась в родині видатного київського офтальмолога Максиміліана Омеляновича Мандельштама (1839—1912).
Закінчила Музично-драматичну школу С. Блуменфельда, де навчалась у Миколи Віталійовича Лисенка. В роки навчання мала успіх у публіки, що відзначала тогочасна преса (зокрема, газета «Киевское слово» від 21 березня 1897 року).
Згодом Олександра Максиміліанівна викладала гру на фортепіано в Музично-драматичній школі М. Лисенка.
Автор рукописних спогадів «Семейная хроника», написаних для родичів.. Матір вченого-біохіміка професора Євгенії Лазарівни Розенфельд. Двоюрідна тітка академіка Леоніда Мандельштама.